# 쇼타이 (연호)
쇼타이(일본어: 昌泰)는 일본의 연호 중 하나이다.
- 전후 : 간표(寛平) 이후 - 엔기(延喜) 이전.
- 시기 : 898년 ~ 900년
- 천황 : 다이고 천황

## 개원
- 간표 10년 4월 26일(율리우스력 898년 5월 20일)에 개원하여
  - 4월 16일, 8월 16일이란 이설이 있음[출처 필요]
- 쇼타이 4년 7월 15년(율리우스력 901년 8월 31일) 엔기로 개원되었다.

## 서력과의 대조표
| 쇼타이      | 원년       | 2년        | 3년        | 4년        |
| ----------- | ---------- | ---------- | ---------- | ---------- |
| 서기 (西紀) | 898년      | 899년      | 900년      | 901년      |
| 간지 (干支) | 무오(戊午) | 기미(己未) | 경신(庚申) | 신유(辛酉) |

## 같이 보기
- 일본의 연호 일람
- 쇼타이 사건

| 이전 간표 | 일본의 연호 898년 ~ 900년 | 다음 엔기 |